# Audrey Kwon
Audrey Kwon (* 16. Juni 2006) ist eine US-amerikanische Synchronschwimmerin.

## Erfolge
Audrey Kwons Eltern zogen von Südkorea in die Vereinigten Staaten, als sie zwei Jahre alt war. Im Alter von acht Jahren begann sie mit dem Synchronschwimmen und gab 2023 ihr internationales Debüt bei den Erwachsenen. In Fukuoka wurde sie im selben Jahr im Akrobatik-Wettkampf mit der Mannschaft sogleich Vizeweltmeisterin. Im technischen Programm des Mannschaftswettbewerbs erreichte sie außerdem Rang drei. Mit der Mannschaft gewann Kwon bei den Panamerikanischen Spielen 2023 in Santiago de Chile die Silbermedaille hinter Mexiko. Ein Jahr darauf belegte sie bei den Weltmeisterschaften in Doha im Akrobatik-Wettkampf ebenso den dritten Platz wie im freien Programm der Mannschaftskonkurrenz.
Bei den Olympischen Spielen 2024 in Paris gehörte Kwon zum US-amerikanischen Aufgebot im Mannschaftswettbewerb. Während die US-Amerikanerinnen im technischen Teil mit 282,7567 Punkten das viertbeste Resultat erzielten, gelang ihnen in der Kür und der Akrobatik mit 360,2688 Punkten bzw. 271,3166 Punkten jeweils das zweitbeste Ergebnis. Damit beendeten sie den Wettkampf mit 914,3421 Punkten auf Rang zwei, hinter der dominierenden chinesischen Mannschaft mit 996,1389 Punkten, und vor Spanien mit 900,7319 Punkten. Neben Kwon erhielten außerdem Anita Alvarez, Jaime Czarkowski, Megumi Field, Keana Hunter, Jacklyn Luu, Daniella Ramirez und Ruby Remati die Silbermedaille.